# Reale ordine di Francesco I
Il Reale ordine di Francesco I fu un ordine cavalleresco (di tipo dinastico-statale) del Regno delle Due Sicilie, stato preunitario dell'Italia.

## Storia
L'ordine, come indicato dal nome stesso, venne fondato dal re Francesco I delle Due Sicilie il 28 settembre 1829 per premiare i benemeriti nelle scienze, nelle lettere, nelle arti e nell'ambito civile. Dato questo suo spiccato carattere "civile", l'ordine fu un vero e proprio precursore dei moderni ordini al merito.
Il decreto d'istituzione venne catalogato con il numero 2594, firmato il 28 settembre 1829 e pubblicato il 3 ottobre di quello stesso anno.
Inoltre con un decreto in pari data i due reali ordini di Francesco I e di San Giorgio della riunione furono uguagliati in dignità e prerogative.
Un decreto del re di Sardegna del 7 settembre 1860 abolì tutti gli Ordini delle Due Sicilie, ma l'imposizione non fu accettata né da Francesco II né dal Conte di Caserta. Quest'ultimo fece 48 concessioni di questo Ordine ad italiani; di queste otto furono Gran Cordoni e tre Gran Croci. Concesse, inoltre, il Gran Cordone a molti dei suoi figli. Dopo il 1920, l'Ordine non venne a lungo più conferito. 
Il 22 ottobre 2001 di sua iniziativa, Ferdinando Maria Duca di Castro (1926-2008) riprese a conferirlo dopo aver riscritto dei nuovi Statuti, come associazione privata di Cavalieri ed attualmente l'Ordine viene concesso privatamente dal principe Carlo Duca di Castro (dal 2008) sebbene non esista alcuno Stato al mondo che ne riconosca ufficialmente l'uso. Parte della dottrina, sia cavalleresca che giuridica, considera tale Ordine di tipologia dinastico-statuale o di corona delle Due Sicilie, di conseguenza estinto con la fine di quel regno. Su tale specifica posizione si sono allineati i pretendenti del ramo spagnolo della famiglia Borbone Due Sicilie (e particolarmente l'Infante di Spagna Carlos ed il figlio Pietro), che ne ostentano soltanto titolarmente il Gran Magistero.

## Gradi
|           |              |                         |
| Cavaliere | Commendatore | Cavaliere di gran croce |

L'ordine era costituito di tre classi: 
- Cavaliere di Gran Croce
- Commendatore
- Cavaliere

A queste si aggiungevano: 
- Medaglia d'oro
- Medaglia d'argento

Questa suddivisione, successivamente, venne corretta da Ferdinando II, figlio di Francesco I, il quale con un decreto promulgato a Caserta il 21 dicembre 1858, aggiunse altre tre classi all'Ordine: i cavalieri di gran cordone, i commendatori con placca che seguivano i cavalieri di gran croce, ed infine i cavalieri di II classe come grado minore che seguiva quello di cavaliere.
In seguito a tale riforma degli Statuti le classi divennero otto: 
- Cavaliere di Gran Cordone o Cavaliere di Gran Croce con Fascia
- Cavaliere di Gran Croce
- Commendatore con Placca
- Commendatore
- Cavaliere di Prima Classe
- Cavaliere di Seconda Classe
- Medaglia d'Oro
- Medaglia d'Argento

Come detto Ferdinando Maria di Borbone, Duca di Castro (1926-2008), ne riformò gli Statuti il 22 ottobre 2001, aggiungendo i gradi di Dama di Gran Croce, Dama di Commenda e Dama. Tali aggiunte sono considerate inefficaci ed illegittime da parte del ramo ispano-napoletano.

## Insegna
L'insegna dell'ordine consisteva in una croce biforcata d'oro, smaltata di bianco e accantonata da quattro gigli d'oro, caricata da uno scudo con la cifra F.I. (Francesco I) sormontata dalla corona e circondato da serto di alloro e da un orlo azzurro con il motto: DE REGE OPTIMO MERITO. Sul rovescio lo scudo riportava la scritta FRANCISCUS PRIMUS INSTITUIT M.DCCC.XXIX.
Le medaglie, invece, avevano sul fronte l'effigie del re con una corona di quercia intorno e la legenda FRANCISCUS I, REG. UTR. SIC. ET HIER. REX, e nel rovescio il motto DE REGE OPTIMO MERITO M.DCCC.XXIX.

## Membri celebri[2]
- Stephen A. Schwarzman, presidente del Blackstone Group
- Michael di Kent, principe del Regno Unito
- Rowan Williams, arcivescovo emerito di Canterbury
- Margaret Thatcher, politica britannica
- Ban Ki-moon, politico sudcoreano
- Rigoberta Menchú, attivista guatemalteca e Premio Nobel per la pace
- Óscar Arias Sánchez, politico costaricano e Premio Nobel per la pace
- Desmond Tutu, arcivescovo e attivista sudafricano, Premio Nobel per la pace